# Pusztaberki
Pusztaberki je vas na Madžarskem, ki upravno spada pod podregijo Rétsági Županije Nógrád.